# Gary Crosby
Pour les articles homonymes, voir Crosby.
Gary Crosby est un acteur américain né le 27 juin 1933 à Los Angeles, Californie (États-Unis), mort le 24 août 1995 à Burbank (Californie), d'un cancer du poumon. Il est le fils de Bing Crosby et de Dixie Lee.

## Filmographie
- 1958 : Mardi Gras d'Edmund Goulding : Tony Runkle
- 1959 : Holiday for Lovers : Tech Sgt. Paul Gattling
- 1959 : Les Déchaînés (A Private's Affair) de Raoul Walsh : Mike Conroy
- 1961 : The Right Approach : Rip Hulett
- 1961 : Battle at Bloody Beach : Marty Sackler
- 1962 : Two Tickets to Paris : Gary
- 1963 : Operation Bikini (en) de Anthony Carras : Seaman Floyd Givens
- 1963 : The Bill Dana Show (série télévisée) : Eddie (1963-65)
- 1964 : La Quatrième Dimension (The Twilight Zone) (Série TV) : épisode L'Homme à la guitare (Come Wander with Me) de Richard Donner (saison 5, épisode 34) : Floyd Burney
- 1965 : La Stripteaseuse effarouchée (Girl Happy) : Andy
- 1965 : Morituri : Ens. Sloan
- 1967 : Wings of Fire (TV) : Scott
- 1970 : Ya ya mon colonel! (Which Way to the Front?) : SS Guard
- 1971 : O'Hara, U.S. Treasury (TV) : Harry Fish
- 1972 : Justin Morgan Had a Horse : Bob Evans
- 1972 : Sandcastles (TV) : Frank Watson
- 1973 : Partners in Crime (TV) : Trooper
- 1973 : Chase (série télévisée) : Officer Ed Rice (1974)
- 1978 : Three on a Date (TV) : Leonard
- 1981 : The Music Shoppe (série télévisée)
- 1984 à 1991 : Rick Hunter (série télévisée)
- 1987 : The Night Stalker : Vic Gallegher
- 1990 : Chill Factor
- 1993 : Lady Chatterley (en) (TV) : Saxophonist